# Бердиев, Исмаил Алиевич
Исмаил Алиевич Бердиев (карач.-балк. Бердилени Алиини джашы Исмаил-хаджи; 27 февраля 1954, Белые Воды, Южно-Казахстанская область — 5 августа 2024) — муфтий, председатель Духовного управления мусульман Карачаево-Черкесской республики (1991—2024), председатель Координационного центра мусульман Северного Кавказа (2003—2024), член Совета по взаимодействию с религиозными объединениями при Президенте России (2004—2024).

## Биография
По национальности — карачаевец. Родился 27 февраля 1954 года в селении Белые Воды Сайрамского р-на Казахской ССР, куда его родители, как и другие карачаевцы, были высланы в 1943 году (вернулся на родину вместе с семьёй в 1957 году). Окончил среднюю школу с. Первомайское Малокарачаевского района КЧР. Окончил медресе Мири Араб в Бухаре и Исламский институт в Ташкенте. Проходил обучение в каирском университете «Аль-Азхар» (Египет).
В 1989 году был избран председателем казыята мусульман Ставропольского края. С 1991 года — председатель Духовного управления мусульман Карачаево-Черкесской республики и Ставропольского края. С 2010 года — председатель Духовного управления мусульман Карачаево-Черкесской республики (образовано новое Духовное управление мусульман Ставропольского края).
В 2003 году на прошедшем в Москве заседании Координационного центра мусульман Северного Кавказа (КЦМСК) был избран его новым председателем.
С 2004 года и до конца жизни был членом Совета по взаимодействию с религиозными объединениями при Президенте Российской Федерации.
Скончался 5 августа 2024 года на 71-м году жизни.

## Взгляды
В августе 2016 года высказался за то, чтобы «всех женщин обрезать» и лишь после того, как его слова вызвали негодование в Интернете, заявил, что пошутил, хотя многие люди приняли это всерьез. По итогам 2016 года был награждён антипремией и назван «Сексистом года».
В 2017 году предложил взорвать «к чёртовой матери» Ельцин-центр, если там «ведётся работа, которая разрушает нашу государственность».

## Общественная позиция
В 2022 году поддержал российское вторжение на Украину, назвав российское нападение спасением «от негодяев и бандитов». В июле 2022 года, как «поддержавший агрессию России против Украины», был внесён ФБК в список разжигателей войны, состоящий из лиц, которые «используют свои религиозные организации для пропаганды агрессии и массового убийства», с предложением введения против него международных санкций. Также Национальное агентство по предотвращению коррупции Украины выступило с инициативой о введении против Бердиева международных санкций.

## Семья
Женат, отец двух дочерей.

## Награды
- Орден «За заслуги перед Отечеством» IV степени (15 февраля 2024) — за большой вклад в укрепление межнационального и межконфессионального мира, духовно-нравственное воспитание молодёжи[15];
- Орден Почёта (15 февраля 2016) — за большой вклад в развитие духовных и культурных связей, активную просветительскую деятельность[16];
- Орден Дружбы (11 августа 2004) — за заслуги в развитии духовной культуры и укреплении дружбы между народами[17];
- Почётная грамота Президента Российской Федерации (4 сентября 2023) — за большой вклад в гармонизацию межрелигиозных и межнациональных отношений[18];
- Благодарность Президента Российской Федерации (22 июня 2009) — за большой вклад в укрепление дружбы и сотрудничества между народами[19];
- Орден «Дружба» (Азербайджан, 28 февраля 2019) — за многолетнюю плодотворную деятельность в сфере укрепления дружественных связей между народами Азербайджана и России[20];
- Орден имени Ахмата Кадырова (Чечня, 8 января 2008) — за заслуги, связанные с развитием государственности, укреплением мира, дружбы и сотрудничества между народами и конфессиями на территории Северного Кавказа, деятельность, способствующую духовно-нравственному возрождению общества[21][22].